# Rocco Steele
Rocco Steele, pseudonimo di David Anthony Massa (18 luglio 1964) è un attore pornografico e regista statunitense, che lavora nel campo della pornografia gay.

## Biografia
Nato e cresciuto in Ohio insieme a tre sorelle. Negli anni '70, quando aveva dodici anni, i suoi genitori divorziarono. Dopo il diploma si è trasferito a New York, per poi tornare in Ohio dove ha studiato legge. Prima di iniziare la sua carriera di attore pornografico, ha lavorato per quattordici anni in studi legali come ricercatore assistente nel visual merchandising e nel product development. Nel 2012 decide di lasciare il suo lavoro e lavorare come modello e accompagnatore.
Nel 2014 inizia la carriera di attore pornografico, imponendosi in pochi anni come un prolifico performer attivo. Steele è l'archetipo del daddy, tatuato e figura dominante con i suoi partner. Ha lavorato per noti studi come Lucas Entertainment, Raging Stallion, Tim Tales, Butch Dixon, Raw Fuck Club e Treasure Island Media. Nella primavera del 2015 anni ha aperto il suo studio di produzione, Rocco Steele Studio.
Nel 2016 ha vinto il titolo di "Gay Performer of the Year" ai XBIZ Awards, mentre l'anno successivo ha vinto per premio come miglior attore ai Grabby Awards.
Steele è gay. In gioventù ha avuto problemi con l'alcol e le droghe, da cui è uscito completamente nel 1998.

## Filmografia
- 2014: Bareback Perpetrators (Hot Desert Knights)
- 2014: Big Fucking Cocks (Raw JOXXX)
- 2014: Boner (Treasure Island Media)
- 2014: Craving Big Dicks (Raw Strokes Productions)
- 2014: Dicks of Steel (Raw JOXXX)
- 2014: Guard Patrol (Raging Stallion)
- 2014: Load Sharks (Dark Alley Media)
- 2014: Maximum Bareback (Raw Strokes Productions)
- 2014: Raw Fuckin’ Heat (Factory Video Productions)
- 2014: Ride Me Raw 2 (Dirty Dawg Productions)
- 2014: Sex in Bed (Ray Dragon Studios)
- 2014: Working-Class Stiff (Dragon Media)
- 2014: Bang On (Raging Stallion)
- 2015: Jump Into Rocco Steeles Breeding Party (Lucas Entertainment)
- 2015: Meet The Barebackers 4 (Ricky Raunch)
- 2015: Monster 5: Swamp Ass Breeders (Dark Alley Media)
- 2015: Ride Me Raw 3 (Dirty Dawg Productions)
- 2015: Rocco Steele and Adam Russo (Raw JOXXX)
- 2015: Rocco Steele and Nick Tiano (Raw JOXXX)
- 2015: Stuffed (Eurocreme)
- 2015: Daddy Issues (Catalina)
- 2016: Stiff Sentence (Hot House)
- 2016: Rocco Steele's Urban Legend (Dragon Media) - anche regista
- 2016: Secrets & Lies (Naked Sword)

## Riconoscimenti
| - 2015 – International Escort Awards - Mr. International Escort - 2015 – Grabby Awards - Hottest Cock - Suirt.org Fan Favorite - 2016 – XBIZ Awards - Gay Performer of the Year - 2016 – Grabby Awards - Hottest Top - Best Duo (con Casey Everett in Daddy Issues) | - 2017 – Prowler Porn Awards - Best International Porn Star - 2017 – Grabby Awards - Best Actor per Secrets & Lies - 2021 – GayVN Awards - Fan Awards – Favorite Daddy - Candidatura per Best Director – Non-Feature (per Dad’s Bareback Collision Shop) |